# 塩化物泉

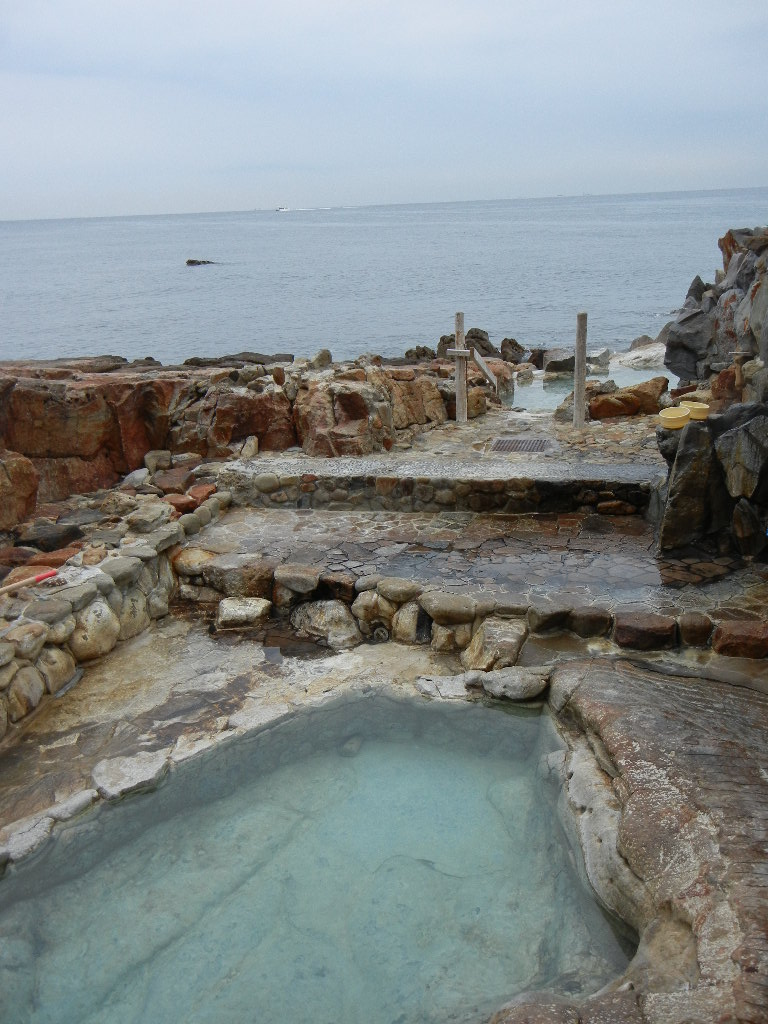
塩化物泉の例、南紀白浜温泉「崎の湯」

塩化物泉（えんかぶつせん）は、掲示用泉質名に基づく温泉の泉質の分類の一種。療養泉のうち塩類泉に分類される。

## 概要
おもに塩化ナトリウム (NaCl) 、すなわち食塩の形で温泉水中に存在することが多い。食塩系の塩化物泉は汗の蒸発をふせぐ効果があるので、湯ざめしにくいという特徴をもつ。さらに殺菌効果があるので、外傷治癒にも利用される。塩分が主成分なので飲泉すると塩からく、濃度が高い場合は苦く感じる。塩化物泉と分類されるものの中には、モール泉も存在している。また、一部では黒湯となる場合がある。
この他、塩分を海水なみに含む温泉では、製塩事業が営まれたこともある。

## 泉質の定義
温泉水1kg中の溶存成分が1,000mgを超え、そのうち陰イオンの主成分が塩化物イオンのもの。

## 新旧泉質名
新旧泉質名では、以下に分類される。
| 旧泉質名               | 新泉質名                                                       | 略記泉質名           |
| ---------------------- | -------------------------------------------------------------- | -------------------- |
| 食塩泉                 | ナトリウム－塩化物泉                                           | Na-Cl泉              |
| 純食塩泉               | ナトリウム－塩化物泉                                           | Na-Cl泉              |
| 含炭酸－食塩泉         | 含二酸化炭素－ナトリウム－塩化物泉                             | 含CO2-Na-Cl泉        |
| 強食塩泉               | ナトリウム－塩化物強塩泉                                       | Na-Cl強塩泉          |
| 弱食塩泉               | ナトリウム－塩化物泉                                           | Na-Cl泉              |
| 含重曹－食塩泉         | ナトリウム－塩化物・炭酸水素塩泉                               | Na-Cl･HCO3泉         |
| 含芒硝－食塩泉         | ナトリウム－塩化物・硫酸塩泉                                   | Na-Cl･SO4泉          |
| 含芒硝－重曹－食塩泉   | ナトリウム－塩化物・硫酸塩・炭酸水素塩泉                       | Na-Cl･SO4･HCO3泉     |
| 含塩化土類－食塩泉     | ナトリウム・マグネシウム（・カルシウム）－塩化物泉             | Na･Mg(･Ca)-Cl泉      |
| 含土類－食塩泉         | ナトリウム・カルシウム（・マグネシウム）－塩化物・炭酸水素塩泉 | Na･Ca(･Mg)-Cl･HCO3泉 |
| 含土類・石膏－食塩泉   | ナトリウム・カルシウム－塩化物・炭酸水素塩泉・硫酸塩泉         | Na･Ca-Cl･HCO3･SO4泉  |
| 含臭素・食塩泉         | ナトリウム－塩化物泉                                           | Na-Cl泉              |
| 含ヨウ素－食塩泉       | 含よう素－ナトリウム－塩化物泉                                 | 含I-Na-Cl泉          |
| 含臭素・ヨウ素－食塩泉 | 含よう素－ナトリウム－塩化物泉                                 | 含I-Na-Cl泉          |
| 含ホウ酸－食塩泉       | ナトリウム－塩化物泉                                           | Na-Cl泉              |

## 効能
※効能はその効果を万人に保証するものではない
泉質に基づく効能として、以下が挙げられる。

### 適応症

#### 浴用
- 一般的適応症のほか、切り傷、やけど、慢性皮膚病、慢性婦人病、虚弱児童。

#### 飲用
- 慢性便秘、慢性消化器病。

### 禁忌症
- 一般的禁忌症のほか、飲用による腎臓病、高血圧症、浮腫があるとき、あるいは甲状腺機能亢進症のときにヨウ素を含有する温泉の飲泉。

## 代表的な温泉地
- 浅虫温泉（青森県）
- 上山温泉（山形県）
- 羽田空港泉天空温泉（東京都） - 現羽田空港は、戦前まで穴守稲荷神社や鉱泉宿街を中心とした一大保養地であった。
- 熱海温泉（静岡県）
- 白浜温泉（和歌山県）
- 小浜温泉（長崎県）
- 瀬波温泉（新潟県）
- 指宿温泉（鹿児島県）